# Tomihiko Morimi
Tomihiko Morimi (森見登美彦, Morimi Tomihiko), né le 6 janvier 1979 à Ikoma, dans la préfecture de Nara, est un romancier japonais.

## Biographie
Morimi naît à Ikoma en 1979. Il fait ses études au département d'études agricoles de l'université de Kyôto et en ressort diplômé de master. Cette université constitue d'ailleurs le lieu de l'action de la plupart de ses romans.
La carrière d’écrivain de Morimi débute avec le roman Taiyô no Tô (« La Tour du Soleil »), qui remporte le grand prix du roman fantasy japonais en 2003. En 2004, il publie The Tatami Galaxy (Yojōhan Shinwa Taikei), qui est adapté en série d'animation par le studio Madhouse en 2010. En 2007, il obtient le prix Yamamoto Shûgorô et arrive en seconde place au grand prix des libraires du Japon avec Yoru wa mijikashi arukeyo otome (« La Nuit est courte. Marche, jeune fille »). En 2010, il remporte le grand prix du roman de science-fiction japonais avec Penguin Highway.

## Source
- Tomihiko Morimi sur The Japanese Literature Publishing and Promotion Center

- Ressources relatives à la littérature :   - The Encyclopedia of Science Fiction
  - Internet Speculative Fiction Database
- Notices d'autorité :   - VIAF
  - ISNI
  - BnF (données)
  - IdRef
  - LCCN
  - GND
  - Italie
  - Japon
  - CiNii
  - Espagne
  - Pologne
  - Israël
  - NUKAT
  - Norvège
  - Corée du Sud
  - WorldCat